# Кебячево
Кебя́чево (рос. Кебячево, башк. Кәбәс) — присілок у складі Аургазинського району Башкортостану, Росія. Адміністративний центр Кебячевської сільської ради.
Населення — 289 осіб (2010; 332 в 2002).
Національний склад:
- татари — 78%